# Герб Нового Міста (Самбірський район)
Герб Нового Міста — офіційний символ села Нове Місто, Самбірського району Львівської області, затверджений 14 квітня 1999 року рішенням сесії Новоміської сільської ради.
Автор — А. Гречило.

## Опис
Щит розтятий на червоне та золоте поля, в яких дві коси в обернених кольорах, спрямовані додолу дзьобами та повернуті до себе лезами.

## Зміст
Поселення вживало давніше паралельну назву Нове Місто Библо і мало міські права та користувалося самоврядуванням на магдебурзькому праві. На печатках містечка з ХVІ ст. було зображення видозміни герба тодішніх власників Новоміських з косами. Цей символ збережено й подано в сучасній інтерпретації.
Щит увінчано червоною міською короною, що вказує на село, яке давніше було містечком.